# Herminia albescens
Herminia albescens är en fjärilsart som beskrevs av Barend J. Lempke 1966. Herminia albescens ingår i släktet Herminia och familjen nattflyn. Inga underarter finns listade i Catalogue of Life.